# 炬燵

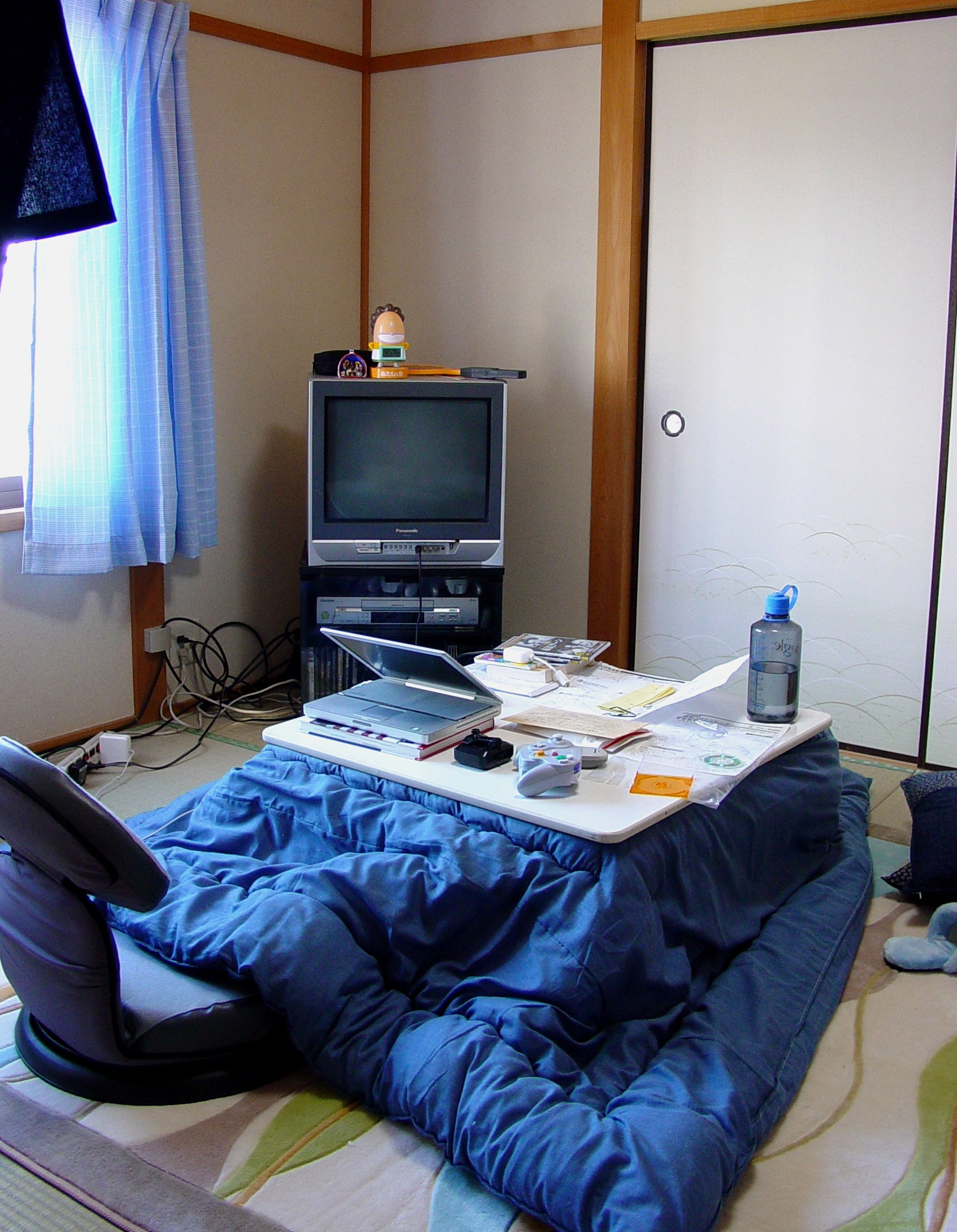
現代日本炬燵

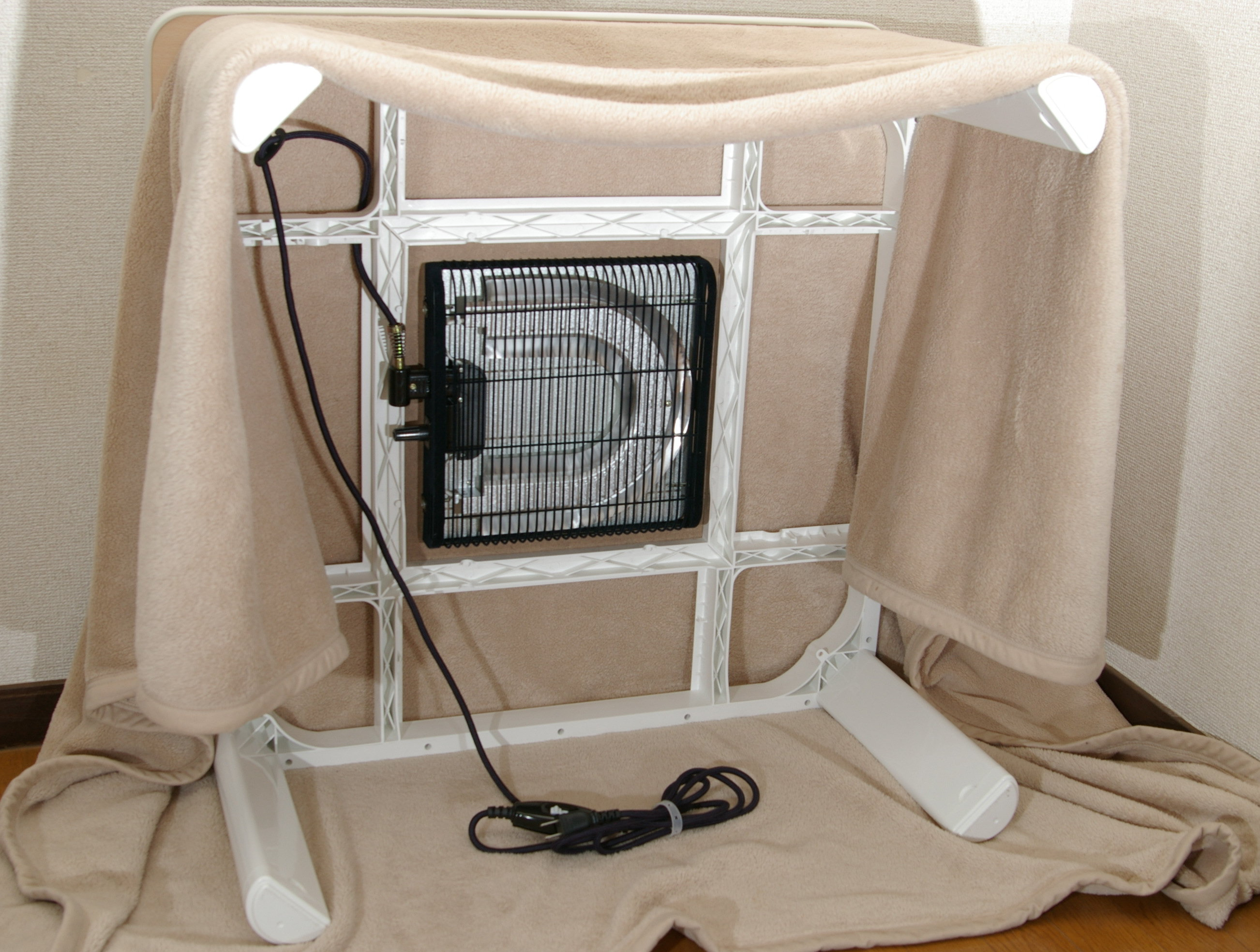
枱底的發熱線

炬燵（羅馬化：Kotatsu）是日本的傳統取暖用具，中文裡也叫「暖桌」或「被爐」。現代的炬燵是一張正方形矮桌，上面舖上一張棉被子，桌下有電動發熱器，通常連着桌子結構裝嵌。炬燵放在薄墊子之上，坐在墊子上把腿和腳、甚至整個身體伸進暖桌下取暖。天氣回暖後可以拿開被子，炬燵變成一張普通的矮桌使用。
舊式的炬燵桌下有個約數十公分深的坑，取暖的時候不用盤膝而坐。一般使用炭或電發熱。
炬燵最早出現於日本的室町时代，當時的炬燵是上文提及的舊式炬燵，據說起源自中國佛教僧侶帶入日本的「行火」。江戶時代中期開始出現放置式炬燵。第二次世界大戰之後，隨着經濟開始發達，使用紅外線發熱的電動炬燵開始普及成為主流。
炬燵是日本傳統家庭的一部分。一般日本家庭會將炬燵放在客廳裏的電視機前，在冬天的時候一邊取暖、一邊吃蜜柑看電視或聊天。
伊朗和阿富汗也存在着類似的取暖用具。

## 風險
如果雙腳皮膚沒有遮蔽物長時間直接曝曬在紅外線發熱的電動炬燵下，極少數情況下有可能會有燙傷和皮膚癌的情況發生。

## 外部連結
- 互聯網博物館網站：介紹日本取暖用具歷史